# Aulus Plautius (Prätor 51 v. Chr.)

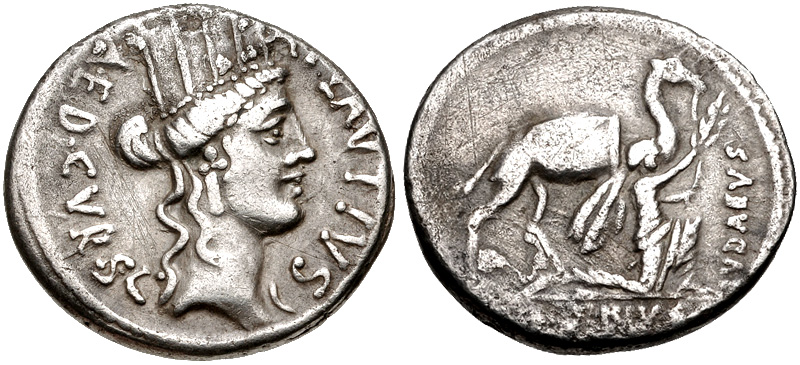
Denar des Münzmeisters A. Plautius. Vorderseite: Kopf der Kybele nach rechts, Rückseite: Kniender Mann mit dem Zügel eines Kamels in der Linken und einem Ölzweig in der Rechten.

Aulus Plautius (in den Quellen auch Plotius; * wohl kurz nach 100 v. Chr.; † nach 49 v. Chr.) war ein römischer Senator der späten Republik.
Aulus Plautius ist vermutlich identisch mit einem Plotius, der bei Appian und Florus als einer der Legaten des Pompeius im Kampf gegen die Seeräuber erwähnt wird und im Jahr 67 v. Chr. das Kommando in Sizilien innehatte. Demnach müsste er bereits Senator gewesen sein und vor 67 v. Chr. die Quästur bekleidet haben. Plautius dürfte auch in den folgenden Jahren unter Pompeius gedient haben, da von ihm 55 v. Chr. als Ädil geprägte Münzen, die die Unterwerfung eines östlichen Herrschers zeigen und die Umschrift Bacchius Iudaeus tragen, seine Anwesenheit mit Pompeius in Palästina im Jahr 63 v. Chr. nahelegen. Michael Harlan schlägt vor, dass es sich bei der knienden Figur um den jüdischen Hohenpriester Aristobulos II. handele. Bacchius kann sich auf den jüdischen Gott JHWH beziehen, da dieser von den Römern mit Bacchus identifiziert wurde.
Im Jahr 56 v. Chr. war Aulus Plautius Volkstribun. In diesem Amt legte er dem Senat einen Brief des geflohenen ägyptischen Königs Ptolemaios XII. vor, der darum bat, durch Pompeius wieder eingesetzt zu werden. Zusammen mit Gnaeus Plancius war er 55 oder 54 v. Chr. kurulischer Ädil und prägte die erwähnten Münzen. 51 v. Chr. bekleidete er das Amt des praetor urbanus.
In den Jahren 49 und 48 war Plautius vermutlich Statthalter der Provinz Bithynia et Pontus. Cicero erwähnt, dass sich ein Bekannter nach der Schlacht von Pharsalos 48 v. Chr. zu Plautius nach Bithynien begab. Danach ist von ihm nichts mehr überliefert. Allerdings könnte eine Nachricht bei Cicero, dass 47 v. Chr. bona Plotiana (früherer Besitz eines Plotius) versteigert wurden, darauf hindeuten, dass Plautius zu dieser Zeit nicht mehr am Leben war. Kaum wahrscheinlich ist eine Gleichsetzung mit dem 22/20 v. Chr. in Zypern amtierenden Prokonsul, da Plautius dieses Amt im ungewöhnlich hohen Alter von über 70 Jahren ausgeübt haben müsste; es könnte sich aber um einen Sohn gehandelt haben.
Die Familie des Aulus Plautius stieg in der Kaiserzeit in die senatorische Führungsschicht auf. Sein Sohn Marcus Plautius Silvanus erreichte ebenfalls die Prätur und zwei Enkel, Marcus Plautius Silvanus und Aulus Plautius, bekleideten in den Jahren 2 und 1 v. Chr. das Konsulat.